# Pont Bélanger
Le pont Bélanger est un pont couvert routier construit en 1925 qui franchit la rivière Tartigou dans le village des Boules à Métis-sur-Mer.

## Structure
Le pont couvert est en treillis de type town construit en bois. Il a une longueur totale de 27,08 m et une largeur de 6,4 m.

## Toponyme
Le nom Bélanger provient d'une famille du même nom ayant les terres à proximité.

## Couleur
Le pont est de couleur Grise avec un découpage vert.

## Galerie

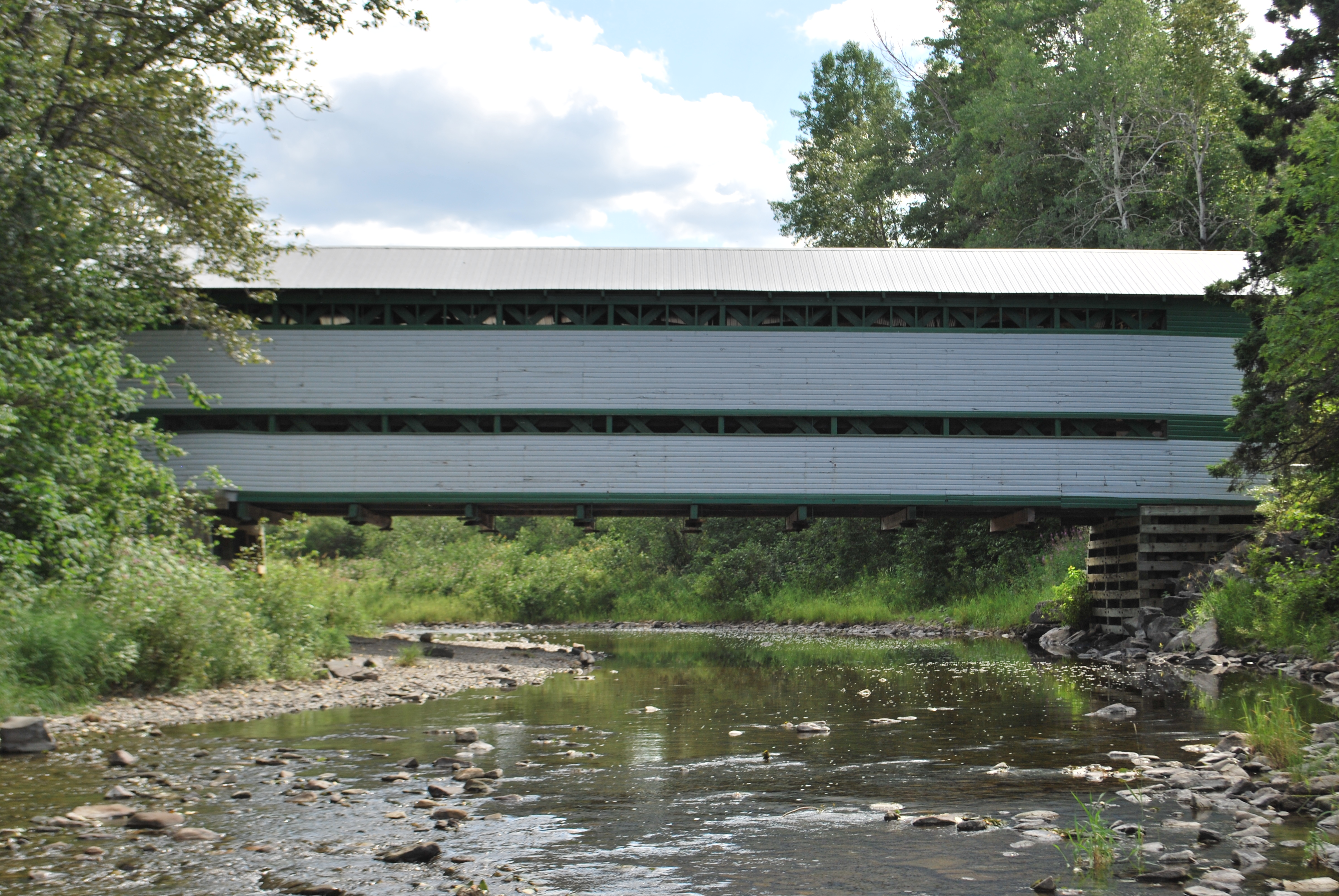
Vue de côté

## Annexe